# Jan Wesołowski (dyrektor teatru)
Jan Wesołowski (ur. 27 lutego 1901 w Warszawie, zm. 9 września 1993 tamże) – polski dyrektor teatralny, lalkarz, aktor, reżyser, działacz kulturalny i komunistyczny, członek ruchu oporu (PPR) podczas II wojny światowej.

## Życiorys

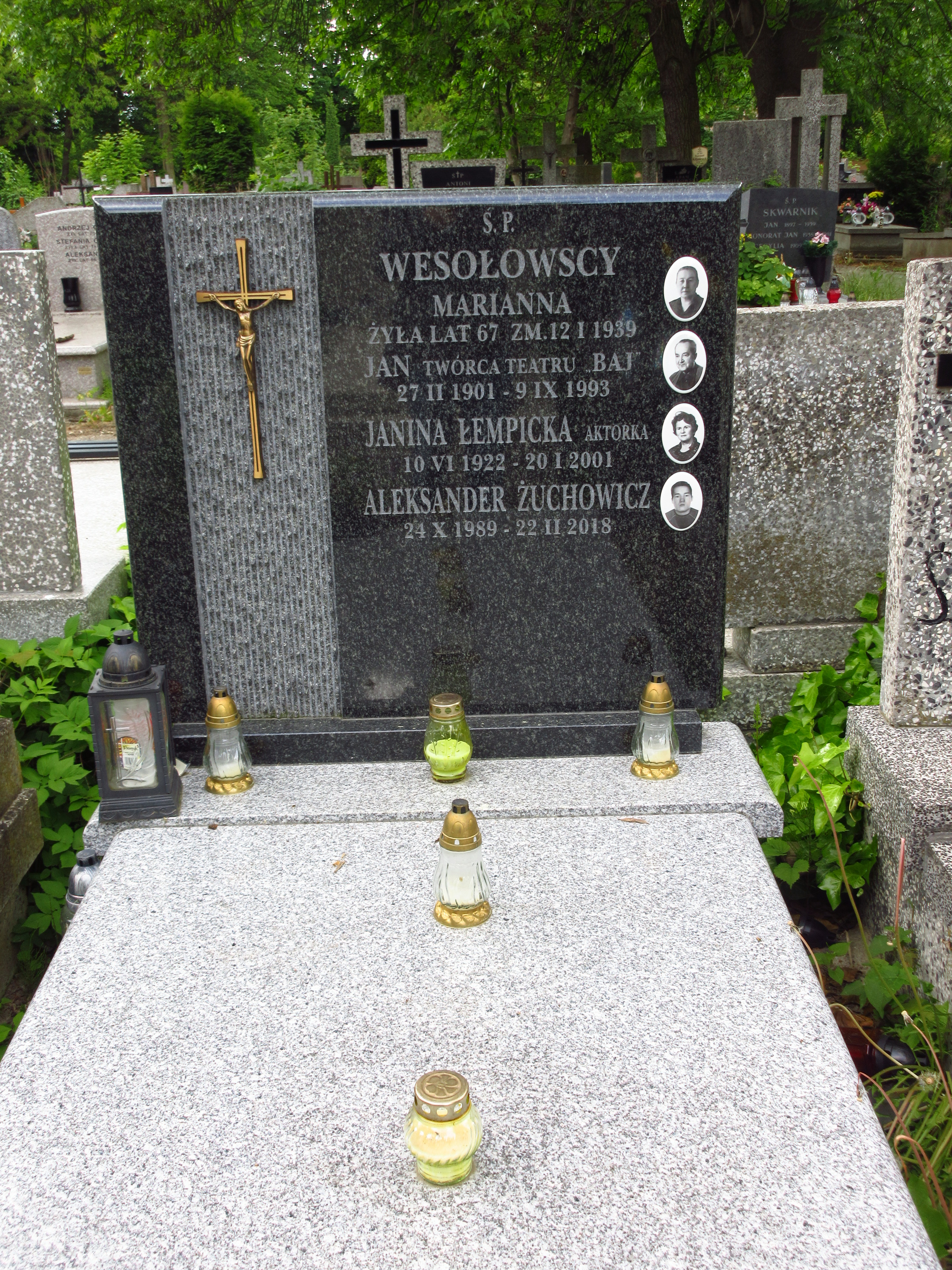
Grób Jana Wesołowskiego na cmentarzu Bródnowskim

Urodził się 27 lutego 1901 r. w Warszawie, w rodzinie Jana i Marianny (zm. 1939). Z wykształcenia był nauczycielem. W latach 1930–39 pełnił funkcję dyrektora Teatru Baj.
W trakcie II wojny światowej należał do PPR-u. Działał jako instruktor Wydziału Propagandy KC PPR. Był także łącznikiem pomiędzy PPR-em i ZHP. Zaangażował się w akcję ratowania warszawskich Żydów i z ramienia PPRu został jednym z członków zarządu Żegoty. Współpracował z Żydowskim Komitetem Narodowym sprawując opiekę nad 36 ukrywającymi się Żydami. Walczył w powstaniu warszawskim, ps. „Krzysztof”. Po jego upadku przedostał się do Krakowa i w listopadzie 1944 r. objął kierownictwo artystyczne Krakowskiego Polskiego Teatru Kukiełek. W latach 1946–1950 aktor i kierownik literacki w Teatrze Dzieci Warszawy.
W 1978 r. został uhonorowany tytułem Sprawiedliwy wśród Narodów Świata, przyznanym przez Instytut Jad Waszem w Jerozolimie.
Zmarł 9 września 1993 r. w Warszawie, pochowany 15 września 1993 r. na cmentarzu Bródnowskim w Warszawie (sektor 34L-5-30).

## Ordery i odznaczenia
- Krzyż Kawalerski Orderu Odrodzenia Polski (20 czerwca 1947)[10]
- Medal Sprawiedliwy wśród Narodów Świata (1978)